# Панонска низија
Панонска низија, ређе Панонски басен (мађ. Kárpát-medence, хрв. Panonska nizina), је равница у источном делу средње Европе, коју образује река Дунав у средњем делу свог тока. То је једна од „жила-куцавица” Европе и њена велика житница, а њена највећа насеља, попут Беча, Будимпеште, Београда и Загреба, спадају у веома значајне европске градове.

## Постанак и еволуција Панонског басена
Панонски басен настао је током савске фазе алпске орогенезе (олиго-миоцен) спуштањем старог Панонског копна дуж великих раседа. Почетком миоцена басен је испуњен водом која је продрла из Тетиса и формирано је Панонско море. Оно је било део много већег епиконтиненталног мора које се протезало од Бечког басена преко Панонске и Влашко-понтијске низије до Црног мора и Аралског језера на истоку. Ово епиконтинентално море познато је у науци под именом Паратетис. На почетку свог постојања Паратетис је имао неколико веза са Тетисом. Једна од веза ишла је преко Ронског залива, Баварске и Бечког басена. На југу, веза је постојала преко тзв. Трансегејске бразде, од данашњег Улциња преко данашње Албаније и старог копна Егеиде до Црног мора.
Према истраживањима већег броја истраживача, пре свега геолога и географа, Панонски басен испуњен је водом пре око 30 милиона година а вода из њега отекла је средином плеистоцена тј. пре више од 600.000 година.
Панонско море допирало је на западу до источних падина Алпа, на југу и истоку до Динарских, Родопских и Карпатских планина. Оно је прекривало северне делове данашње Србије. О његовом простирању сведоче и до данас очуване наслаге маринских, односно језерских седимената, угља, нафте, гаса. Сем тога на јужном ободу басена очувани су делимично абразиони облици рељефа.
Море је мењало облик услед честих тектонских покрета у Алпама, Динаридама и Карпатима. Вода се повлачила са неких површина док је на друге, до тада суве површине, надирала. На основу трагова ишчезлих организама (фосила) утврђено је 5 стадијума у историји Панонског мора (по П. Стевановићу). То су медитеран, сармат, панон, понт и левант.
У млађем медитерану (почетак Миоцена) море се ширило и на источне крајеве Југославије, али је било знатно плиће. Трагови мора овог стадијума очувани су на територији северне Србије у околини Београда, Голупца и Лознице. Сам Београд лежи на стенама медитеранског стадијума. Ниво воде био је толики да нижи терен између Авале и Космаја још увек није био потопљен те су оне биле спојене и имале су изглед полуострва. У Шумадији море је продирало до греде Венчац-Букуља. У западној Србији, море се ширило тамо где су данашње долине Дрине и Јадра. У источној Србији море је надирало кроз Карпатске планине до Доњег Милановца, долином Млаве до Петровца и уз Доњи Тимок. Из овога стадијума потичу наслаге угља у Алексиначком и Млавском басену.

## Порекло назива
Панонска низија је добила назив по староримској провинцији Панонији. Назив је донекле неодговарајући, будући да је дата провинција покривала само јужни део данашње низије. Такође, неки народи који насељавају низију (Мађари, Украјинци) имају своје, засебне називе за њу.

## Физички положај и границе
Панонска низија се претежно простире у средњој Европи, а сасвим малим, јужним делом и у јужној Европи (Балканско полуострво). Границе низије су јасне на северу, западу и истоку. На југу налази склоп долина, брегова и брда, који постепено прелази у планинске области Динарида. Недоумице постоје око северозападне границе, где се Бечка котлина са градовима Бечом и Брном некад убраја, а некад издваја изван оквира Панонске низије.

## Природне одлике
Рељеф: Панонска низија представља континентално равничарско подручје, окружено махом планинама. Она се простире на око 600 km дужине у смеру запад-исток, од крајње источног дела Алпа у Аустрији и Словенији, па до Карпата у Румунији на истоку. Равница је са југа затворена северним Динаридима у Хрватској, Босни и Херцеговини и Србији, док је са севера затворена Татрама у Словачкој. Њена ширина је око 400–450 km. Надморска висина Панонске низије креће се од око 60 м у области уласка Дунава у Ђердапску клисуру, до око 200-250 м на западном ободу (Прекомурје, Градишће). Унутар равнице има неколико осамљених (тзв. „острвских") планина и горја, које је деле на мање целине. То су Фрушка гора и Вршачке планине у Србији, Билогора, Псуњ, Диљ и Папук у Хрватској, те Мечек, Пилиш и Бакоњска гора у Мађарској.
Клима: У Панонској низији влада умерено континентална клима, па низија има изражена четири годишња доба. Зиме су средње хладне, док су лета жарка. Пролећа и јесени су доба са великом количином падавина.
Воде: Панонска низија обухвата средњи део слива Дунава, који је њена главна особина и који дели равницу на североисточну и југозападну половину. Друге две важне реке у равници су његова лева притока, река Тиса, окосница источног дела Панонске низије и река Сава, десна притока Дунава и јужна окосница низије. Поред датих река потребно је споменути и Вах, Мораву, Рабу, Драву, Муру, Кереш, Самош, Мориш, Бегеј, Тамиш, Велику Мораву, Колубару. Приобаље датих река некада је било махом мочварно, али се изградњом одводних и доводних вештачких канала њихова површина смањила. Међутим, и данас могу наћи веће целине у виду ритова и плавних подручја (нпр. Карапанџа, Копачки рит, Панчевачки рит). Од језера једино значајно је Блатно језеро (или Балатон) у западној Мађарској.

## Геополитички положај
Државе: Следеће државе обухватају Панонску низију:
- Србија - јужни део низије (Панонска низија у Србији)
- Мађарска - средишњи део низије
- Хрватска - југозападни део низије (Славонија, јужна Барања, западни Срем)
- Босна и Херцеговина - крајње југозападни део низије (босанска Посавина)
- Румунија - источни део низије
- Аустрија - западни део низије
- Словачка - северни део низије
- Украјина - крајње североисточни део низије
- Словенија - крајње западни део низије
- Чешка - крајње северозападни део низије

## Средишта низије
У Панонској низији се налази неколико веома важних градова у Европи. Посебно треба да се истакну Беч, Будимпешта, Београд и Загреб.
По државама (равница и њен обод):
- Мађарска - Будимпешта, Дебрецин, Сегедин, Мишколц, Ђер, Секешфехервар, Њиређхаза
- Аустрија - Беч
- Чешка - Брно
- Словачка - Братислава, Кошице
- Украјина - Ужгород
- Румунија - Темишвар, Арад, Орадеа, Сату Маре
- Србија - Београд, Нови Сад, Суботица, Зрењанин, Панчево, Сомбор
- Босна и Херцеговина - Бијељина
- Хрватска - Загреб, Осијек
- Словенија - Марибор